# مستر أولمبيا 1979
بطولة مستر أولمبيا 1979 هي النسخة الخامسة عشرة من بطولة مستر أولمبيا للمحترفين بكمال الأجسام، أقيمت نهائياتها في 11 سبتمبر 1979، بمدينة كولومبوس الأمريكية.

## نظرة عامة
فاز بالمنافسة هذا العام فرانك زين للوزن الخفيف، ولبطل الأبطال.

## النتائج الكاملة

### الوزن الثقيل (فوق 200 رطل (90.7 كغم))
| المركز | الاسم          | الدولة           |
| ------ | -------------- | ---------------- |
| 1      | مايك منتزر     | الولايات المتحدة |
| 2      | دينيس تينيرينو | الولايات المتحدة |
| 3      | روجر ووكر      | أستراليا         |
| 4      | روي كالندر     | كندا             |
| 5      | بوب بيردسونج   | الولايات المتحدة |

### الوزن الخفيف (تحت 200 رطل (90.7 كغم))
| المركز | الاسم          | الدولة           |
| ------ | -------------- | ---------------- |
| 1      | فرانك زين      | الولايات المتحدة |
| 2      | بوير كو        | الولايات المتحدة |
| 3      | روبي روبنسون   | الولايات المتحدة |
| 4      | كريس ديكرسون   | الولايات المتحدة |
| 5      | داني باديلا    | الولايات المتحدة |
| 6      | كارلوس رودريغز | الولايات المتحدة |
| 7      | ألبرت بيكليس   | إنجلترا          |
| 8      | توم بلاتز      | الولايات المتحدة |
| 9      | إد كورني       | الولايات المتحدة |
| 10     | ستيف ديفيز     | الولايات المتحدة |

 = يحمل لقب مستر أولمبيا من سنوات سابقة.

### بطل الأبطال
| المركز | الاسم     | الدولة           | الجائزة المالية |
| ------ | --------- | ---------------- | --------------- |
| 1      | فرانك زين | الولايات المتحدة | 15,000 $        |